# 牟尼乡
牟尼乡，是中华人民共和国四川省阿坝藏族羌族自治州松潘县曾经下辖的一个乡。2019年12月，撤销牟尼乡，将其所属行政区域划归进安镇管辖。

## 行政区划
牟尼乡撤销前下辖以下地区：
上寨村、中寨村、包座村、三联村和石坝子村。